# Macrotylus regalis
Macrotylus regalis är en insektsart som beskrevs av Philip Reese Uhler 1890. Macrotylus regalis ingår i släktet Macrotylus och familjen ängsskinnbaggar. Inga underarter finns listade i Catalogue of Life.